# 西桑德萊克 (紐約州)
西桑德萊克（英語：West Sand Lake）是位於美國紐約州倫塞勒縣的普查規定居民點。

## 人口
根據2020年美國人口普查的數據，西桑德萊克的面積為12.58平方千米，當中陸地面積為12.35平方千米，而水域面積為0.23平方千米。當地共有人口2616人，而人口密度為每平方千米207.95人。